# 歐塞奇城 (堪薩斯州)
歐塞奇城（英語：Osage City）是一個位於美國堪薩斯州歐塞奇縣的城市。

## 地方資料
根據2020年美國人口普查的數據，歐塞奇城的面積為8.36平方千米，當中陸地面積為8.15平方千米，而水域面積為0.21平方千米。當地共有人口2861人，而人口密度為每平方千米342.22人。